# Роберт Бартельс
Роберт Бартельс (нім. Robert Bartels; 28 квітня 1911, Кіль — 20 серпня 1943, Індійський океан) — німецький офіцер-підводник, корветтен-капітан крігсмаріне. Кавалер Німецького хреста в золоті.

## Біографія
3 квітня 1935 року вступив в рейхсмаріне. З 1937 по червень 1940 року — вахтовий офіцер підводного човна U-21. З 24 липня по 20 грудня 1940 року — командир U-139, з 13 березня 1941 по 5 вересня 1942 року — U-561, на якому зробив 8 походів (разом 243 дні в морі), з 10 жовтня 1942 року — U-197. 3 квітня 1943 року вийшов у свій останній похід. 20 серпня човен Бартельса був потоплений південніше Мадагаскару (28°40′ пд. ш. 42°36′ сх. д.) глибинними бомбами двох британських летючих човнів «Каталіна». Всі 67 членів екіпажу загинули.
Всього за час бойових дій потопив 8 суден загальною водотоннажністю 43 436 тонн і пошкодив 2 судна загальною водотоннажністю 11 224 тонни.
| Дата              | Назва корабля                      | Тип               | Тоннаж | Вантаж                                                                                | Екіпаж | Загинули | Країна             | Конвой |
| ----------------- | ---------------------------------- | ----------------- | ------ | ------------------------------------------------------------------------------------- | ------ | -------- | ------------------ | ------ |
| 28 травня 1941    | Wrotham                            | Торговий пароплав | 1,884  | Баласт                                                                                | 26     | 0        | Британська імперія | OG-69  |
| 11 листопада 1941 | Meridian                           | Торговий пароплав | 5,592  | Державні товари і генеральні вантажі                                                  | 26     | 26       | Панама             | SC-53  |
| 14 листопада 1941 | Crusader                           | Торговий пароплав | 2,939  | 3926 тонн генеральних вантажів, включаючи продукти харчування, бавовну, чавун і сталь | 34     | 33       | Панама             | SC-53  |
| 14 травня 1942    | Fred (пошкоджений міною)           | Торговий пароплав | 4,043  | Баласт                                                                                | ?      | 0        | Королівство Греція |        |
| 14 травня 1942    | Hav (невідновно пошкоджений міною) | Торговий теплохід | 5,062  | 7380 тонн ячменю                                                                      | 38     | 2        | Норвегія           |        |
| 14 травня 1942    | Mount Olympus (знищений міною)     | Торговий пароплав | 6,692  | Баласт                                                                                | 30     | 3        | Королівство Греція |        |
| 20 травня 1943    | Benakat                            | Паровий танкер    | 4,763  | Баласт                                                                                | 44     | 0        | Нідерланди         |        |
| 24 травня 1943    | Pegasus                            | Тепловий танкер   | 9,583  | 12 855 тонн моторного бензину                                                         | 38     | 0        | Швеція             |        |
| 30 травня 1943    | William Ellery (пошкоджений)       | Торговий пароплав | 7,181  | Баласт (25 тонн генеральних вантажів)                                                 | 66     | 0        | США                |        |
| 17 серпня 1943    | Empire Stanley                     | Торговий теплохід | 6,921  | 8890 тонн вугілля                                                                     | 54     | 25       | Британська імперія |        |

## Звання
- Кандидат в офіцери (3 квітня 1935)
- Фенріх-цур-зее (1 липня 1935)
- Оберфенріх-цур-зее (1 січня 1937)
- Лейтенант-цур-зее (1 квітня 1937)
- Оберлейтенант-цур-зее (1 квітня 1939)
- Капітан-лейтенант (1 лютого 1942)
- Корветтен-капітан (1 серпня 1943)

## Нагороди
- Медаль «За вислугу років у Вермахті» 4-го класу (4 роки)
- Залізний хрест
  - 2-го класу (2 жовтня 1939)
  - 1-го класу (1941)
- Нагрудний знак підводника (27 листопада 1939)
- Німецький хрест в золоті (28 серпня 1942)
- Бронзова медаль «За військову доблесть» (Італія) (17 вересня 1942)